# Humboldt County
Humboldt County es una película de comedia/drama de 2008 de Darren Grodsky y Danny Jacobs. Está protagonizada por Jeremy Strong, Fairuza Balk, Frances Conroy, Madison Davenport, Brad Dourif, Chris Messina y Peter Bogdanovich. La película hizo su debut en SXSW el 11 de marzo de 2008. Fue recogida por Magnolia Pictures y lanzada el 26 de septiembre de 2008.

## Argumento
Peter Hadley (Strong) es un estudiante de medicina sobresaliente en UCLA. Su profesor, que también resulta ser su padre (Bogdanovich), le da calificaciones reprobatorias en su examen final. Al no poder graduarse, se amarga y se desilusiona. Luego se encuentra con la actriz que interpretó el papel de su paciente en su examen final, el cantante de jazz de espíritu libre a tiempo parcial Bogart (Balk). Los dos regresan a su apartamento después de una noche en un club de jazz y tienen sexo casual. Luego se levanta para ir a dar una vuelta y le pregunta a Peter si le gustaría ir, a lo que él acepta. Los dos conducen hacia el norte durante la noche y Peter finalmente se queda dormido. Cuando se despierta, descubre que Bogart ha conducido hasta el Condado de Humboldt. Es aquí donde conoce a su familia. Jack (Dourif) y Rosie (Conroy) la acogieron cuando su familia la abandonó y se convirtieron en sus padres sustitutos. También conoce a Max (Messina), el hijo de Jack y Rosie y Charity (Davenport), la hija de Max.
Después de una noche incómoda en la que Peter descubre que todos están involucrados en el cultivo de marihuana, finalmente logra irse a dormir. A la mañana siguiente, Max lo despierta abruptamente. Cuando se viste, descubre que Bogart se ha ido. Varado y no dispuesto a llamar a su padre para pedir ayuda, la única opción de Peter es tomar el autobús, que no vendrá hasta dentro de un día. Sin nada más que hacer, Max lo alista para que lo ayude con su cultivo de marihuana, lo que Peter acepta de mala gana. Después de un día de trabajar en algunos problemas de riego, se relajan en la casa de Jack y Rosie. Bob y Steve (interpretados por los directores Darren Grodsky y Danny Jacobs respectivamente), amigos de Max, llegan ensangrentados y sucios. Algunos pandilleros locales encontraron su jardín, los maltrataron y se llevaron sus plantas. Al día siguiente, Peter vuelve a ayudar a Max con sus plantas. Se concentra tanto en el trabajo que pierde el autobús. Es después de esto que comienza a vincularse con Max y el resto de su familia. Rápidamente se enamora del entorno natural y de los habitantes de la comunidad rural y deja de intentar irse. Empieza a comprender la empatía y el amor (lo que antes le faltaba, lo que le hizo reprobar su examen final en primer lugar). Cuando Jack le pregunta qué planea hacer después de esto, Peter se sorprende al darse cuenta de que nunca había considerado un "después de esto".
Su repentino temor de que nunca se iría se solidifica aún más por una conversación que tuvo con Bob y Steve en un bar más tarde esa noche. Steve explica que casi todos los que viven en el condado de Humboldt ahora vinieron de otro lugar y nunca se fueron, incluidos Rosie y Jack (que solía ser profesor de física en UCLA). También revela que estuvo en el lugar de Peter unos años antes; era estudiante en Stanford y siguió a una chica hasta el condado de Humboldt y nunca se fue. Cuando Peter expresa dudas de que sus situaciones fueran similares, Steve también menciona que la chica a la que siguió era Bogart. Cuando se levantan para irse, Bob se niega porque se da cuenta de que los tipos que robaron sus plantas están sentados en una mesa detrás de ellos. Mientras él y Steve discuten sobre si realmente los enfrentará o no, Peter se acerca borracho y comienza a acusar a los hombres y a amonestarlos por su cobardía. Luego arroja su bebida en una de sus caras y todos salen corriendo del bar perseguidos por los pandilleros. Se escapan y caminan por el bosque, riéndose de lo que acababa de hacer Peter cuando Steve dice que quiere mostrarles algo. Los lleva a una zona desconocida del bosque donde hay una enorme plantación, al menos cincuenta plantas. Steve y Bob comienzan a robar un par porque pensaron que nadie se daría cuenta. En este momento, Peter ve un saco de dormir en el suelo unos segundos antes de que alguien les dispare con una escopeta. Mientras huyen, Peter se detiene y mira a la persona que los persigue, es Max. Se revela que este es su jardín secreto. Max está furioso con Peter por intentar robar sus plantas y le grita que se vaya, blandiendo la escopeta.
Cuando Peter regresa a la casa de Jack, Jack está en la sala esperándolo. Se enfrenta a Peter y le pregunta cuántas plantas tiene Max. Al principio, Peter duda en responder, por lo que Jack lo lleva a dar un paseo por la naturaleza y le explica los peligros de tener más de unas pocas plantas. Él cree que al cultivar solo veinte plantas, gana lo suficiente para sobrevivir y evita atraer la atención de ({[DEA]}). Le advierte a Pedro que no deje que la codicia rija su vida, porque hacerlo destruye por completo la razón por la que vinieron a la costa perdida en primer lugar; para encontrar la salvación. Después de esto, va al tráiler de Max y le pregunta por qué no le contó sobre las otras plantas. Max se enoja porque planea contárselo a Peter cuando se acerquen a la época de la cosecha. Es en este momento cuando se detiene un SUV federal y Peter y Max son detenidos. Peter es interrogado sobre el historial de compras de Max, que incluye fertilizantes y tubos de agua, pero no dice nada y se les despide debido a la falta de pruebas sólidas en su contra. Después, Peter comienza a preguntarse por qué sigue allí. Al día siguiente, Jack tiene una parrillada. Se enfrenta a Max por su cosecha secreta. Evitando una pregunta directa de Jack, Max se burla de él, diciendo que la presencia de la policía federal probablemente se debe a su afán por robar la extensa investigación de Jack sobre física. Jack se enoja y Rosie comienza a contarle a Peter sobre el verdadero padre de Max. Jack, Rosie y su entonces esposo, Charlie, eran todos amigos cuando trabajaban como profesores en UCLA y decidieron mudarse juntos al Condado de Humboldt. Sin embargo, finalmente Charlie, que había sido alcohólico durante mucho tiempo y compañero de bebida de Jack, murió en un accidente automovilístico mientras sufría un episodio de extrema abstinencia de alcohol.
Peter decide que ya no puede ser parte de la operación de Max y trata de irse. Max se enoja y le dice que esto no es un juego y que no puede echarse atrás, pero Peter comienza a alejarse de todos modos. Max luego comienza a llorar y le dice a Peter que si no logra esto, Charity terminará como él. Si bien esto afecta mucho a Peter, continúa alejándose. Charity encuentra a Peter llorando junto a un árbol y le pregunta qué pasa. Él le pregunta qué quiere ser cuando sea mayor y ella dice astronauta. Cuando ella le pregunta qué quiere ser, él dice que ya no sabe y ella dice que está bien, lo que consuela a Peter.
Al día siguiente, el padre de Peter aparece en la casa, usando Star-69 y MapQuest logró encontrar dónde estaba Peter. Después de una breve visita con Jack y Rosie, donde se siente muy desanimado al descubrir que aquí es donde su hijo ha estado todo este tiempo, le dice a Peter que se van, y Peter lo acompaña a regañadientes a pesar de su vínculo recién descubierto. con Jack y Rosie. Mientras conducen, su padre le dice a Peter que decidió adelantarlo, pero esta noticia no afecta mucho a Peter. Luego ve a Bob y Steve corriendo por la carretera en la dirección opuesta, seguidos por Max y luego por un helicóptero federal. Peter se da cuenta de que deben haber encontrado la cosecha secreta de Max y están en camino de atacarla. Sale del coche y le dice a su padre que se dirija a la playa (consejo que Max le había dicho antes) y sale corriendo para evitar que Max intente salvar su cosecha.
El padre de Peter llega a la playa, donde encuentra a Jack junto con todos los otros cultivadores de marihuana locales. Le informa que Peter se fue. Jack no había visto a Max por ningún lado y conectó los puntos y se dirigió hacia la cosecha de Max. Cuando Peter llega allí, encuentra a Max tratando de salvar la mayor cantidad de plantas antes de que la DEA llegue y Peter comience a ayudar. Entonces aparecen los federales y Peter y Max logran esconderse por poco. Luego aparece Jack y los lleva a ambos de regreso a la playa, donde Charity se reúne felizmente con Max. Peter le dice a Max que siente pena por su pérdida y Max le dice que no se lo tome tan en serio. Esa noche, Max está en el bar ahogando sus penas cuando su comportamiento de borracho lo echa a patadas. Luego se lo ve conduciendo por la carretera y riéndose para sí mismo. La escena luego pasa al día siguiente cuando un sheriff aparece en casa de Jack y Rosie y les informa que Max está muerto.
Luego llaman a Peter, que se aloja en un hotel con su padre, y le dicen. Asiste al funeral y luego encuentra a Jack en su estudio, llorando para sí mismo. Jack está lleno de culpa, dice que fue su idea subir allí y se culpa a sí mismo por la muerte de Charlie y ahora de Max. Se derrumba diciendo que no le queda nada, pero Peter luego le dice que le queda mucho y que aún no había alcanzado el horizonte de sucesos (un concepto de la física que Jack describe a Peter como el punto sin retorno). El final se deja en manos del espectador para que lo interprete. Muestra a Peter y su padre desayunando en un restaurante antes de partir hacia Los Ángeles. Luego, un autobús se detiene afuera ya que uno de los pasajeros necesita usar el baño. Peter luego se levanta, su padre aparentemente asumiendo que va al baño, sale y se sube al autobús, que luego se va cuando el otro pasajero regresa. Peter mira el paisaje, sin saber a dónde va y aparentemente contento con eso.

## Crítica
En junio de 2020, Humboldt County tenía una calificación de aprobación del 60% en el agregador de revisiones Rotten Tomatoes, según 20 revisiones con una calificación promedio de 5.84/10. Metacritic informó que la película obtuvo un puntaje promedio de 54 sobre 100 según nueve reseñas, lo que indica "reseñas mixtas o promedio".